# Pfarrhaus (Memmenhausen)

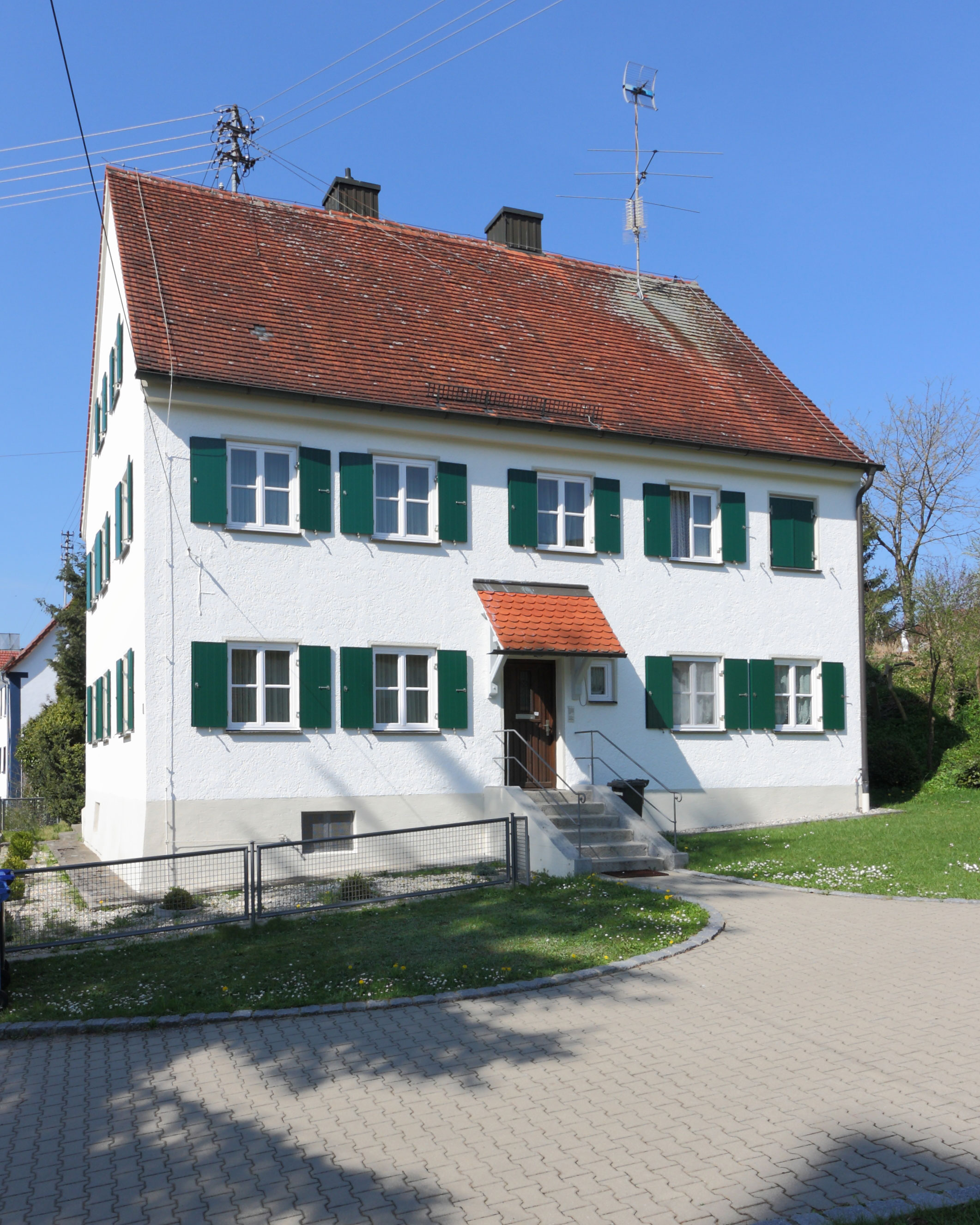
Ehemaliges Pfarrhaus in Memmenhausen

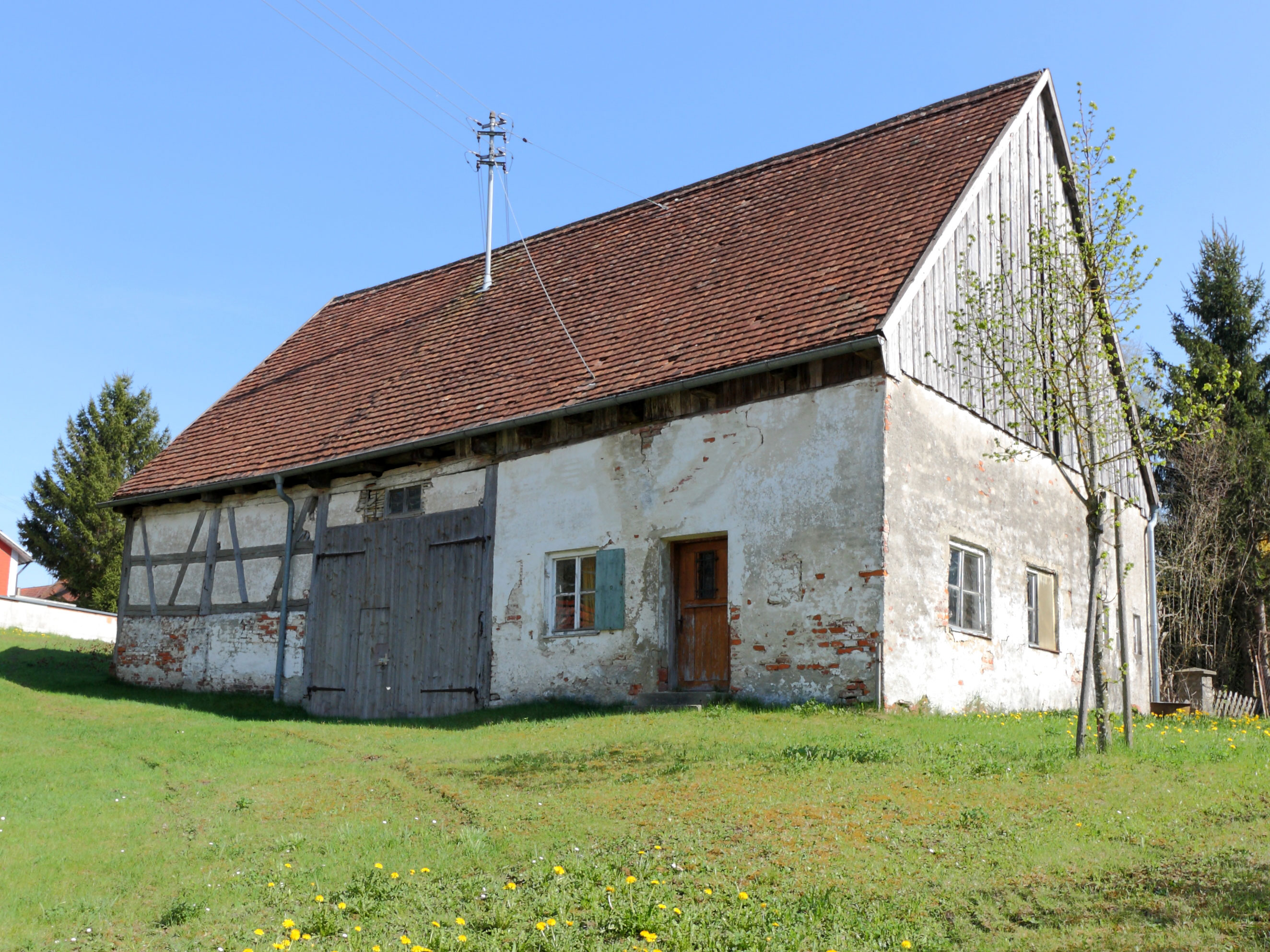
Pfarrstadel

Das ehemalige Pfarrhaus in Memmenhausen, einem Gemeindeteil von Aichen im schwäbischen Landkreis Günzburg in Bayern, wurde 1677 errichtet und 1747 von Johann Georg Hitzelberger erneuert. Das Pfarrhaus an der St.-Georg-Straße 6, gegenüber der katholischen Pfarrkirche St. Georg, wurde als geschütztes Baudenkmal in die Liste der Baudenkmäler in Aichen eingetragen.
Das giebelständige, zweigeschossige Pfarrhaus mit zwei zu fünf Fensterachsen besitzt einen Grundriss mit mittiger Teilung. Die Ausstattung wurde weitgehend erneuert.
Südlich des Pfarrhauses liegt der seit 1997 denkmalgeschützte Pfarrstadel, der vermutlich um 1690 erbaut wurde. Die Holzverbindungen bestehen aus der Vermischung von Verblattungen und Verzapfungen. Im östlichen Teil verfügt der Stadel über die historischen Fachwerkwände mit bauzeitlichen Farbfassungen. Im Inneren ist die vierjochige und zweischiffige Holzstützenkonstruktion ersichtlich.